# Euphydryas editha
La mariposa parche de Edith (Euphydryas editha) es una especie de mariposa de la familia Nymphalidae, subfamilia Nymphalinae, tribu Melitaeini, género Euphydryas.
Se alimenta de plantas de las familias Scrophulariaceae, Valerianaceae, Plantaginaceae y Caprifoliaceae.

## Subespecies
- Euphydryas editha alebarki Ferris, 1971
- Euphydryas editha augusta Edwards, 1890
- Euphydryas editha aurilacus Gunder, 1928
- Euphydryas editha baroni Edwards, 1879
- Euphydryas editha bayensis Sternitzky, 1937
- Euphydryas editha beani Skinner, 1897
- Euphydryas editha bingi Baughman & Murphy, 1998
- Euphydryas editha colonia (Wright, 1905)
- Euphydryas editha edithana Strand, 1914
- Euphydryas editha ehrlichi Baughmon and Murphy, 1998
- Euphydryas editha fridayi Gunder, 1931
- Euphydryas editha hutchinsi McDunnough, 1928
- Euphydryas editha gunnisonensis Brown, 1971
- Euphydryas editha insularis Emmel y Emmel, 1974
- Euphydryas editha karinae Baughman y Murphy, 1998
- Euphydryas editha koreti Murphy y Ehrlich, 1983
- Euphydryas editha lawrencei Gunder, 1931
- Euphydryas editha lehmani Gunder, 1929
- Euphydryas editha luestherae Murphy & Ehrlich, 1981
- Euphydryas editha mattooni
- Euphydryas editha monoensis Gunder, 1928
- Euphydryas editha nubigena Behr, 1863
- Euphydryas editha owyheensis Austin & Murphy, 1998
- Euphydryas editha quino Behr, 1863
- Euphydryas editha remingtoni Burdick, 1959
- Euphydryas editha rubicunda H. Edwards, 1881
- Euphydryas editha taylori Edwards, 1888
- Euphydryas editha tahoensis Austin & Murphy, 1998
- Euphydryas editha wrighti Gunder, 1929

## Distribución
Esta especie de mariposa y las subespecies se encuentran desde el sur de Canadá hasta California (Estados Unidos).